# Newari-Thangmi-Sprachen
Die Newari-Thangmi-Sprachen bilden eine Untereinheit der Mahakiranti-Sprachen, die zu den tibetobirmanischen Sprachen gehören, einem Primärzweig des Sinotibetischen. Die drei Sprachen – Newar, Thangmi und Baram – werden von rund 900.000 Menschen in Nepal gesprochen, die mit Abstand größte Sprache der kleinen genetischen Einheit ist das seit dem 14. Jahrhundert als Schriftsprache nachgewiesene Newari mit 850.000 Sprechern. Die beiden anderen Sprachen – Thangmi und Baram – sind enger miteinander verwandt als mit dem Newar. Innerhalb des Mahakiranti ist die Newari-Thangmi-Gruppe mit dem Kiranti und dem Magar-Chepang verwandt.

## Kiranti innerhalb des Sinotibetischen
- Sinotibetisch
  - Tibetobirmanisch
    - Mahakiranti
      - Kiranti
      - Magar-Chepang
      - Newari-Thangmi

## Interne Klassifikation und Sprecherzahlen
- Newari-Thangmi
  - Newar (Newari, Nepal Bhasa) (850.000)
    - Dialekte: Kathmandu-Patan-Kitipur, Bakhtapur, Dolkhali, Sindhupalchok Pahari, Totali, Citlang, Baglung

  - Thangmi-Baram
    - Thangmi (Thami) (35.000)
    - Baram (Baramu, Bhramu, Baraamu) (2.000)

Klassifikation und Sprecherzahlen nach dem angegebenen Weblink.

### Newari-Thangmi-Sprachen
- Carol Genetti: Dolakha Newar. In: G. Thurgood, R. J. LaPolla: The Sino-Tibetan Languages. 2003.
- David Hargreaves: Kathmandu Newar (Nepal Bhasa). In: G. Thurgood, R. J. LaPolla: The Sino-Tibetan Languages. 2003.
- David Hargreaves: Directional Prefixes in Kathmandu Newar. In: A. Saxena (Hrsg.): Himalayan Languages. 2004.
- Kashinath Tamot: Some Characteristics of the Tibeto-Burman Stock of Early Classical Newari. In: Ch. I. Beckwith (Hrsg.): Medieval Tibeto-Burman Languages. 2002.
- Kashinath Tamot: A Glossary of Early Classical Tibeto-Burman Newari. In: Ch. I. Beckwith (Hrsg.): Medieval Tibeto-Burman Languages. 2002.
- Mark Turin: Thangmi Kinship Terminology. In: A. Saxena (Hrsg.): Himalayan Languages. 2004.

### Tibetobirmanisch
- Christopher I. Beckwith (Hrsg.): Medieval Tibeto-Burman Languages. Brill, Leiden/Boston/Köln 2002.
- Paul K. Benedict: Sino-Tibetan. A Conspectus. Cambridge University Press, 1972.
- Scott DeLancey: Sino-Tibetan Languages. In: Bernard Comrie (Hrsg.): The World's Major Languages. Oxford University Press, 1990.
- Austin Hale: Research on Tibeto-Burman Languages. Mouton, Berlin / New York / Amsterdam 1982.
- James A. Matisoff: Handbook of Proto-Tibeto-Burman. University of California Press, 2003.
- Anju Saxena (Hrsg.): Himalayan Languages. Mouton de Gruyter, Berlin / New York 2004.
- Graham Thurgood, Randy J. LaPolla: The Sino-Tibetan Languages. Routledge, London 2003.
- George Van Driem: Languages of the Himalayas. Brill, Leiden 2001.